# UFO Robot Gattaiger - La grande battaglia dei dischi volanti
UFO Robot Gattaiger - La grande battaglia dei dischi volanti (宇宙円盤大戦争?, Uchū enban daisensō, lett. "La grande battaglia dei dischi volanti") è un mediometraggio anime giapponese del 1975 diretto da Yōichi Kominato.

## Trama
Il principe Duke Fleed, il cui pianeta natale Fleed è stato distrutto dall'Impero Yarvan, fugge nello spazio usando il super robot Gattaigar, che combina il meglio della scienza di Fleed. Duke Fleed raggiunge la Terra, dove viene accolto da Genzo Umon, direttore dell'Umon Space Science Institute, e vive pacificamente da terrestre col nome di Daisuke Umon. Tuttavia, la mano malvagia dell'esercito Yarvan, che voleva il Gattaiger per conquistare l'intero universo, finalmente raggiunge la Terra, e varie parti del pianeta sono esposte agli attacchi dei suoi dischi volanti. La principessa Telonna, comandante in capo dell'esercito Yarban che esige la consegna di Gattaiger, è tuttavia un'amica d'infanzia di Duke Fleed. Nei suoi veri sentimenti, Telonna non desidera distruggere la Terra ma soltanto riportare indietro Duke Fleed e vivere una storia d'amore con lui. Ma Duke Fleed, malgrado un incontro durante il quale Telonna gli conferma i suoi sentimenti, si rende conto che deve ormai rinunciare alla sua pacifica vita da terrestre. Il giovane sale allora a bordo del Gattaiger per affrontare l'esercito Yarvan. Telonna cercherà di impedirglielo a prezzo della propria vita.

## Produzione
Realizzato con la collaborazione di Gō Nagai, divenne poi il film pilota per lo sviluppo della serie televisiva UFO Robot Goldrake  e, in seguito, dalla sua trama vennero tratti gli ultimi tre episodi della stessa.
In Uchu-enban daisensō la caratterizzazione dei personaggi è appena abbozzata e diversa rispetto alla versione definitiva degli stessi, visibile nella serie TV. Lo stesso robot, chiamato Gattaiger e disegnato da Tadanao Tsuji, compariva solo brevemente alla fine (ed era completamente diverso dal Grendizer noto ai più), lasciando quale vero protagonista il pilota, anch'egli differente nell'aspetto e nei colori della livrea rispetto al futuro Duke Fleed. La cabina di guida di Gattaiger era molto simile a quella di Mazinga Z, e differenti erano anche i nemici. L'atmosfera country invece era già presente.
Il passaggio dal cortometraggio all'anime televisivo avvenne anche per insistenza della Popy, ramo della Bandai, noto produttore di giocattoli e videogiochi giapponese. Fu sempre la Popy a chiedere a Nagai di disegnare, per l'anime, le gambe del robot più corte e tozze rispetto a quelle dei due Mazinga, in modo da facilitare il mantenimento della posizione eretta dei modellini.

## Distribuzione
Il film uscì nei cinema in Giappone nel 1975. Il corto venne distribuito in Italia per la prima volta il 2 dicembre 2014 da Koch Media, nel contesto dell'evento Le notti dei super robot.